# Pater-Wolfgang-Seibel-Preis
Der Pater-Wolfgang-Seibel-Preis für Nachwuchsjournalisten wird seit 2004 vom Förderverein des Instituts zur Förderung publizistischen Nachwuchses (Fifp) verliehen. Benannt ist der Journalistenpreis nach dem Gründer und langjährigen Leiter der Katholischen Journalistenschule ifp in München, Wolfgang Seibel SJ. Vergeben wird der Preis in zwei Kategorien: „Print“ und „Hörfunk/Fernsehen“. Der Pater-Wolfgang-Seibel-Preis ist insgesamt mit 3000 Euro dotiert (Stand: 2023).
Der Pater-Wolfgang-Seibel-Preis wurde von 2004 bis 2006 jährlich und seit 2006 alle zwei Jahre verliehen. Die Verleihung 2020 wurde aufgrund der Corona-Pandemie auf 2021 verschoben.
Zur unabhängige Jury gehörten 2021 Anne Reidt (ZDF), Vanessa Wormer (SWR), Björn Odendahl (katholisch.de), Kassian Stroh (Süddeutsche Zeitung) und Wilm Hüffer (SWR).

## Preisträger
- 2004: Lucas Wiegelmann (Kategorie „Print“) und Karin Becker (Kategorie „Hörfunk/Fernsehen“)
- 2005: Katja Auer (Kategorie „Print“) und Marc Weyrich (Kategorie „Hörfunk/Fernsehen“)
- 2006: Andrea Schulz-Colberg (Kategorie „Print“) und Simon Schäfer (Kategorie „Hörfunk/Fernsehen“)
- 2008: Christoph Grabitz zusammen mit Simon Schneller (Kategorie „Print“) und Sabine Gründler (Kategorie „Hörfunk/Fernsehen“)
- 2010: Sandra Stalinski (Kategorie „Print/Online“) und Nikolas Fischer (Kategorie „Hörfunk/Fernsehen“)
- 2012: Elisabeth Muche (Kategorie „Print“) sowie Miriam Steimer und Anna Stommel (gemeinsam Kategorie „Hörfunk/Fernsehen“)
- 2014: Laura Diaz und Elisabeth Schmidt (Kategorie „Print/Online“) sowie Nadine Thielen (Kategorie „Hörfunk/Fernsehen“)
- 2016: Bartholomäus von Laffert, Lea Albring und Julia Rathcke
- 2018: Manuel Rauch, Julius Heinrichs und Julia Weller
- 2021: Leonard Scharfenberg, Miriam Dahlinger, Franziska Martin
- 2023: Jakub Drogowski, Simon Federer, Annika Schmitz